# قتل عمد جماعي

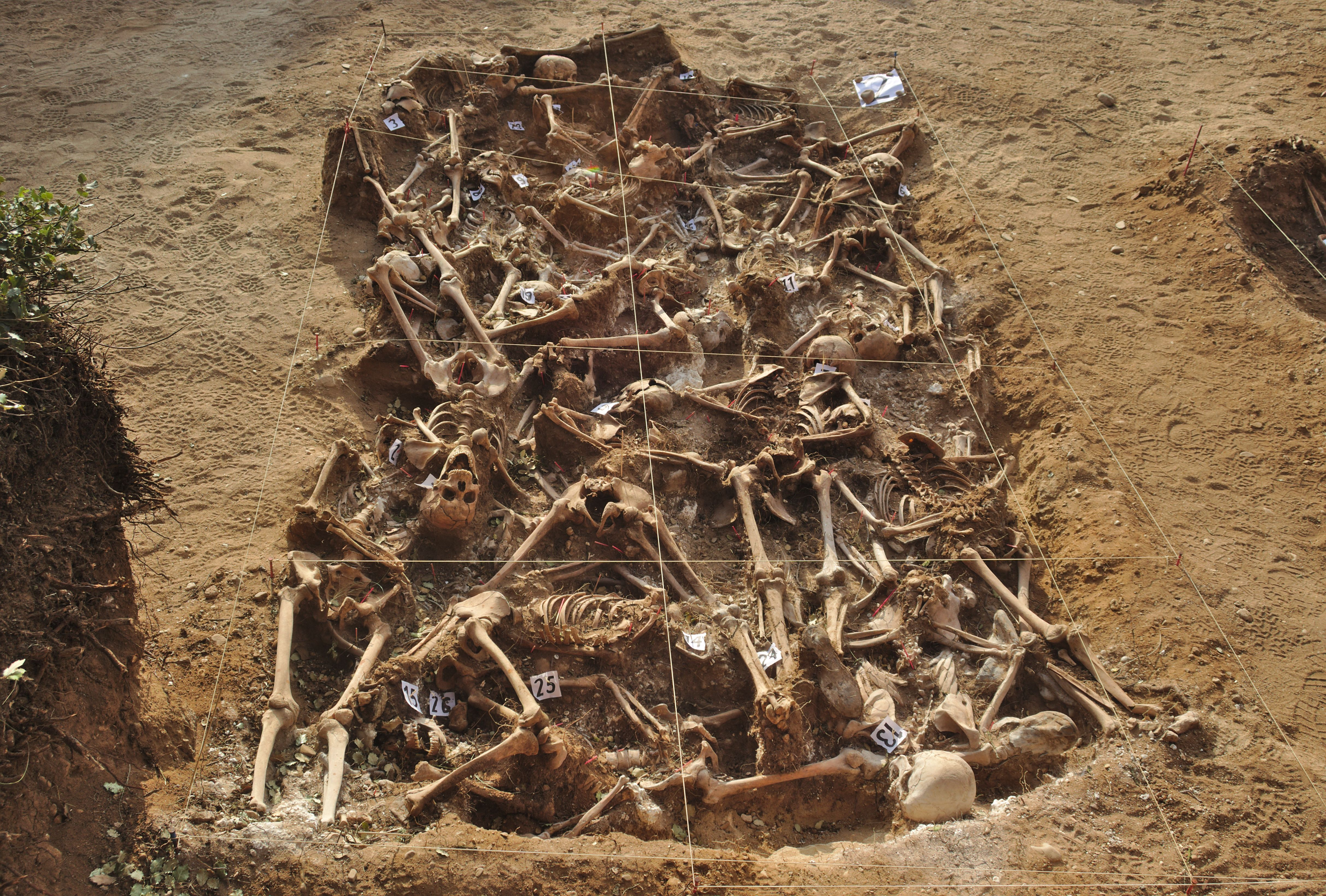

القتل الجماعي، على النحو الذي حدده عالم الإبادة الجماعية إرفين ستوب، هو «قتل أعضاء من جماعة دون نية للقضاء على المجموعة بأكملها أو قتل أعداد كبيرة من الناس دون تعريف دقيق لعضوية المجموعة».  يستخدم هذا المصطلح عدد من علماء الإبادة الجماعية لأن مصطلح «الإبادة الجماعية» (تعريفه الدقيق) لا يغطي أحداث القتل الجماعي عندما لا يتم استهداف مجموعة عرقية أو دينية محددة، وعندما لا يكون الجناة مقصودين للقضاء على المجموعة بأكملها أو جزء كبير منها. تناقش هذه المقالة بشكل أساسي النماذج المختلفة التي يستخدمها علماء الإبادة الجماعية لشرح وتوقع بداية أحداث القتل الجماعي.

## المصطلح
وفقًا لـ Weiss-Wendt، فإن أي محاولات لتطوير مصطلحات مقبولة عالميًا تصف عمليات القتل الجماعي لغير المقاتلين كانت فاشلة تمامًا  فيما يلي قائمة بالمصطلحات التي يستخدمها علماء الإبادة الجماعية لوصف عمليات القتل الجماعي.

### الطردضدالقتل الجماعي القسري
يرى بينجامين فالنتينو دوافع الحاكم كعامل رئيسي يفسر بداية عمليات القتل الجماعي، يحدد فئتين رئيسيتين من عمليات القتل الجماعي، وعمليات القتل الجماعي الطاردة والقتل الجماعي القسري. شملت الفئة الأولى التطهير العرقي، والقتل الذي يصاحب الإصلاحات الزراعية في بعض الولايات بقيادة الشيوعيين، والقتل الجماعي خلال التوسع الاستعماري، وما إلى ذلك. تشمل الفئة الثانية عمليات القتل الجماعي خلال حرب العصابات المضادة، وعمليات القتل خلال الفتوحات الإمبريالية لمحور المحور خلال الحرب العالمية الثانية، إلخ. على الرغم من أن فالنتينو لا يعتبر الأيديولوجية أو نوع النظام عاملاً مهمًا يفسر عمليات القتل الجماعي،  أنه يحدد القتل الجماعي في ظل الأنظمة الشيوعية كنوع فرعي من عمليات القتل الجماعي الطاردة، والتي تعتبر من مضاعفات النظرية الأصلية التي يستند إليها كتابه.